# Новоникольск (Манский район)
Новонико́льск— деревня в Манском районе Красноярского края, входит в состав Камарчагского сельсовета.

## География
Деревня находится на расстоянии примерно 10 км (по прямой) к северо-западу от села Шалинское, административного центра района.

### Климат
Климат резко континентальный с холодной, продолжительной зимой и коротким жарким летом. Средние температуры июля и августа не опускаются ниже 17,6 °С. Периоды с температурой выше 0 и 10 °С имеют продолжительность, соответственно 183 и 103 дня. Длительность безморозного периода не превышает 83 дня. Относительная влажность воздуха довольно высокая. Средняя температура января –18,2 °С, июля +19,1 °С. Абсолютный минимум температур – 53 °С, максимум +36 °С. Среднее количество осадков, выпадающих с ноября по март – 85 мм, с апреля по октябрь – 369 мм. Появление устойчивого снежного покрова приходится на октябрь-ноябрь. Средняя дата образования устойчивого снежного покрова 2 ноября. Средняя высота снежного покрова за зиму 29 см.

## Население
| 2010 |
| ---- |
| 399  |

### Национальный состав
Согласно результатам переписи 2002 года, в национальной структуре населения русские составляли 91 % из 439 чел.

## Транспорт
В деревне находится остановочная платформа Юбилейный Красноярской железной дороги.